# Urushiol-dermatit
Urushiol-dermatit är ett eksem som orsakas av kontakt med urushiol, som är extremt kraftigt sensibiliserande (allergiframkallande). Urushiol finns i flera olika växter, bland annat giftsumak, klättersumak, mango och ginkgo. Även mycket lätt beröring med växten kan orsaka långvariga hudbesvär. I USA orsakar kontakt med dessa växter årligen ett par miljoner sjukdomsfall.

## Symtom
Kliande utslag uppkommer efter i regel 12–48 timmar. Utslaget tilltar och är värst efter ungefär 5 dygn. I svåra fall kan allmänsymtom uppkomma, till och med allergichock, anafylaxi.

## Behandling
Fuktade kalla kompresser, eventuell med Burows lösning, kan lindra. Lokalt används annars klådlindrande lotioner och framförallt Kortisonsalva. I svåra fall kan det behövas kortisontabletter.

## Prevention
När man vistas i områden där dessa växter förekommer bör man lära sig känna igen växterna och undvika att komma i kontakt med dem. Om man riskerar att exponeras för dem ska man använda skyddande kläder. Det finns även salva, Bentoquatam, innehållande bentonit, som kan skydda huden.
Det viktigaste för en person som kommit i kontakt med växten är att så snart som möjligt avlägsna växtsaften med tvål och vatten eller allra helst med alkohol, som kan lösa fett. Även kläder och annat som kommit i kontakt med växterna måste tvättas innan man tar in dem.

## Korsreaktioner
Växterna hör till den botaniska familjen Anacardiaceae. Dit hör även bland annat mango och cashew. Den som utvecklat kontaktallergi för sumak kan på grund av korsallergi även få besvär av kontakt med till exempel mango.